# Balldren i Ri
Balldren i Ri là một xã trong quận Lezhë thuộc hạt Lezhë, Albania. Dân số năm 2005 là 7202 người.